# Seeing Hands
Seeing Hands ist ein US-amerikanischer Kurzfilm aus der Reihe Pete Smith Specialties, der 1943 veröffentlicht wurde.

## Handlung
Der Film erzählt von Ben Helwig, der durch einen Unfall als Kind erblindete und nun auf einen Blindenhund angewiesen ist. Er lernte, trotz seiner Behinderung, Maschinen zu bedienen und arbeitet nun zur Zeit des Zweiten Weltkrieges in einer Rüstungsfabrik.

## Auszeichnungen
1944 wurde der Film in der Kategorie Bester Kurzfilm (eine Filmrolle) für den Oscar nominiert.

## Hintergrund
Uraufgeführt wurde die Produktion von MGM am 3. Juli 1943.
Sprecher des Films war Produzent Pete Smith.
George McFarland war als Spanky, einer der kleinen Strolche, bekannt.